# 셜록 홈즈의 미공개 파일
셜록 홈즈의 미공개 파일(The Private Life Of Sherlock Holmes)은 영국에서 제작된 빌리 와일더 감독의 1970년 미스터리, 코미디, 드라마 영화이다. 로버트 스티븐스 등이 주연으로 출연하였고 빌리 와일더 등이 제작에 참여하였다.

## 출연

### 주연
- 로버트 스티븐스
- 콜린 블레이커리

### 조연
- 제네비에브 페이지
- 크리스토퍼 리
- 타마라 투마노바
- 클리브 레빌
- 아이린 핸들

## 제작진
- 원조: 아서 코난 도일
- 미술: 알렉상드르 트로너
- 의상: 줄리 해리스
- Ass-PD: I.A.L. 다이아몬드
- 배역: 레슬리 드 페티